# Hall Beck (Black Beck)
Der Hall Beck ist ein Wasserlauf im Lake District, Cumbria, England. Er entsteht als Limestone Beck nördlich von Hawkshead und fließt in südlicher Richtung, bis er bei seinem Zusammentreffen mit dem Thurs Gill den Black Beck bildet.